# Slag bij Lissa (1866)
De Slag bij Lissa was een zeeslag die plaatsvond op 20 juli 1866 in de Adriatische Zee, nabij het eiland Lissa (tegenwoordig bekend als Vis). Een Oostenrijkse vloot won van een grotere Italiaanse vloot. Het was de eerste belangrijke zeeslag tussen ijzeren stoomschepen en een van de laatste zeeslagen waarbij de tegenstander expres werd geramd.
De slag vormde een onderdeel van de Pruisisch-Oostenrijkse Oorlog, waarin koninkrijk Italië een alliantie met koninkrijk Pruisen was aangegaan, met als hoofddoel het veroveren van Veneto op Oostenrijk.

## Vlootsamenstelling
De vloten bestonden uit een mix van ongepantserde zeilschepen voorzien van stoommachines, en pantserschepen die eveneens gebruikmaakten van een combinatie van zeilen en stoommachines. De Italiaanse vloot van 12 pantserschepen en 17 ongepantserde schepen was groter dan de Oostenrijkse, die uit respectievelijk 7 en 11 schepen bestond. Daarnaast waren de Oostenrijkers behoorlijk in het nadeel waar het kanonnen met een getrokken loop betrof (276 tegen 121) en totale hoeveelheid metaal (53.236 ton tegenover 23.538 ton). Er deed een enkel schip met een geschutskoepel mee, de Italiaanse "Affondatore".
Graaf Carlo di Persano (60 jaar oud) had het bevel over de Italiaanse vloot, terwijl de Oostenrijkse vloot onder het bevel stond van Wilhelm von Tegetthoff, in de leeftijd van 39 jaar.

## Plannen voor de slag
De aanvallende Oostenrijkse vloot was onderverdeeld in drie divisies. De eerste divisie bestond uit de gepantserde schepen, de tweede uit het krachtige, maar verouderde houten slagschip Kaiser en 5 fregatten. De derde divisie ten slotte bestond uit de kleinere kanonneerboten en bewapende koopvaarders. De koopvaarder Stadion was ter verkenning voor de rest van de vloot uitgestuurd.
De drie divisies stoomden op in drie opvolgende pijlpunt- of "V"-formaties, waarbij de gepantserde eerste divisie onder schout-bij-nacht Tegetthoff de voorhoede vormde, de zwakkere kanonneerboten en koopvaarders de achterhoede, en de krachtige maar ongepantserde schepen van de tweede divisie onder commandeur Petz vormden het centrum.
Door hun relatieve gebrek aan vuurkracht, hadden de Oostenrijkers het plan opgevat om de Italianen zo snel mogelijk dicht te naderen, om vervolgens met vuren op korte afstand en ramtechnieken een klein deel van de Italiaanse vloot tot zinken te brengen en zo de Italiaanse strijdlust te breken.
Ondanks hun overmacht, waren de Italianen niet voorbereid op een gevecht. Ze waren bezig landingen voor te bereiden, toen ze bericht kregen dat de Oostenrijkse vloot zee had gekozen met de bedoeling slag te leveren. Persano blies de landingen af en beval de vloot een linie op rij te vormen. Vervolgens veranderde hij van gedachten, verdeelde de vloot in drie divisies en liet deze in kiellinie opstomen, een gebruikelijke formatie uit de tijd van zeilschepen.

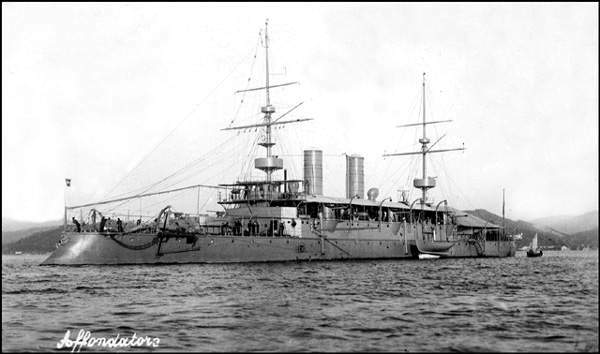
De Affondatore in ca. 1890

De eerste divisie in de voorhoede bestond uit Principe di Carignano, Castelfidardo en Ancona onder admiraal Vacca. Admiraal Faà di Bruno's tweede divisie in het centrum bestond uit Re d'Italia, Palestro en San Martino, en de derde divisie in de achterhoede onder admiraal Ribotti werd gevormd door de Re di Portogallo, Maria Pia en helemaal achteraan Varese. In totaal hadden de Italianen elf pantserschepen in de linie, met de andere (houten) schepen daartussen verdeeld. Affondatore vormde een uitzondering, aan de andere kant van het tweede squadron en niet in de linie. Mogelijk bedoelde Persano dit schip als reserve.
Voor de slag zorgde Persano voor nog meer verwarring, door zijn vlag te verplaatsen naar de Affondatore. De tweede en derde divisie moesten afremmen om de Re d'Italia de gelegenheid te geven haar sloepen te water te laten. Het signaal om snelheid te minderen bereikte de eerste divisie echter niet, waardoor er een gat viel in de linie. De fout werd nog verergerd, doordat Persano verzuimde om de verplaatsing van de vlag door te geven. Gedurende de hele slag bleven de Italianen naar het oude vlaggenschip Re d'Italia kijken voor hun orders, in plaats van naar de Affondatore.

## Aanvang

Posities aan het begin van de slag

Persano negeerde de waarschuwing van zijn verkenningsschepen dat er "verdachte schepen in zicht" waren, waardoor de Oostenrijkers zijn vloot konden overvallen terwijl deze zich nog aan het vormen was. Toen Tegetthoff de opening zag tussen de eerste en tweede divisie, besloot hij de tactiek van Nelson bij de Zeeslag bij Trafalgar over te nemen en zijn vloot in de opening te laten varen zodat hij de Italianen in enfilade kon beschieten en rammen. Hij stond op deze manier dus toe dat de Italianen de T konden kruisen, en de Oostenrijkers hadden zwaar te lijden onder vuur van Vacca's eerste divisie. De Oostenrijkse vloot kon dit vuur alleen met de jaagstukken beantwoorden, maar omdat Persano nog steeds bezig was zijn vlag te verplaatsen, kwam er geen algemeen bevel en kwam er geen vuur van de tweede en derde divisie. Ondanks zware schade wisten de Oostenrijkers de afstand te overbruggen. De Drache, op de uiterste rechterzijde van de Oostenrijkse eerste divisie, werd 17 keer geraakt door zware granaten. De hoofdmast ging verloren en voor korte tijd ook de voortstuwing. Haar kapitein, Von Moll, werd onthoofd door een granaat, maar zijn ondergeschikte Weyprecht zorgde ervoor dat het schip weer aan de strijd deel kon nemen.
Om 10:43 in de ochtend waren de Oostenrijkers erin geslaagd de Italiaanse voorhoede in een gevecht op korte afstand te verwikkelen. Habsburg, Salamander en Kaiser Max op de Oostenrijkse linkervleugel waren in gevecht met de Italiaanse eerste divisie, terwijl op rechtervleugel Don Juan, Drache en Prinz Eugen strijd leverden met de Italiaanse tweede divisie. Persano, inmiddels op het krachtigste oorlogsschip in beide vloten, Affondatore, bleef buiten de strijd.
Commandeur Petz maakte gebruik van de verwarring in de Italiaanse voorhoede en viel met zijn tweede divisie de Italiaanse derde divisie in de achterhoede aan. De ongepantserde houten schepen van de Oostenrijkse tweede divisie moesten het opnemen tegen moderne pantserschepen met zwaar geschut, maar ondanks de zware beschietingen wisten ze de formatie te behouden. Het schroeffregat Novara werd 47 keer geraakt, waarbij kapitein Von Klint om het leven kwam. Erzherzog Friedrich werd onder de waterlinie door een zware granaat geraakt, maar bleef drijven. Schwarzenburg werd buiten gevecht gesteld door zwaar Italiaans vuur en raakte op drift.

## Het beslissende moment - de ramaanvallen

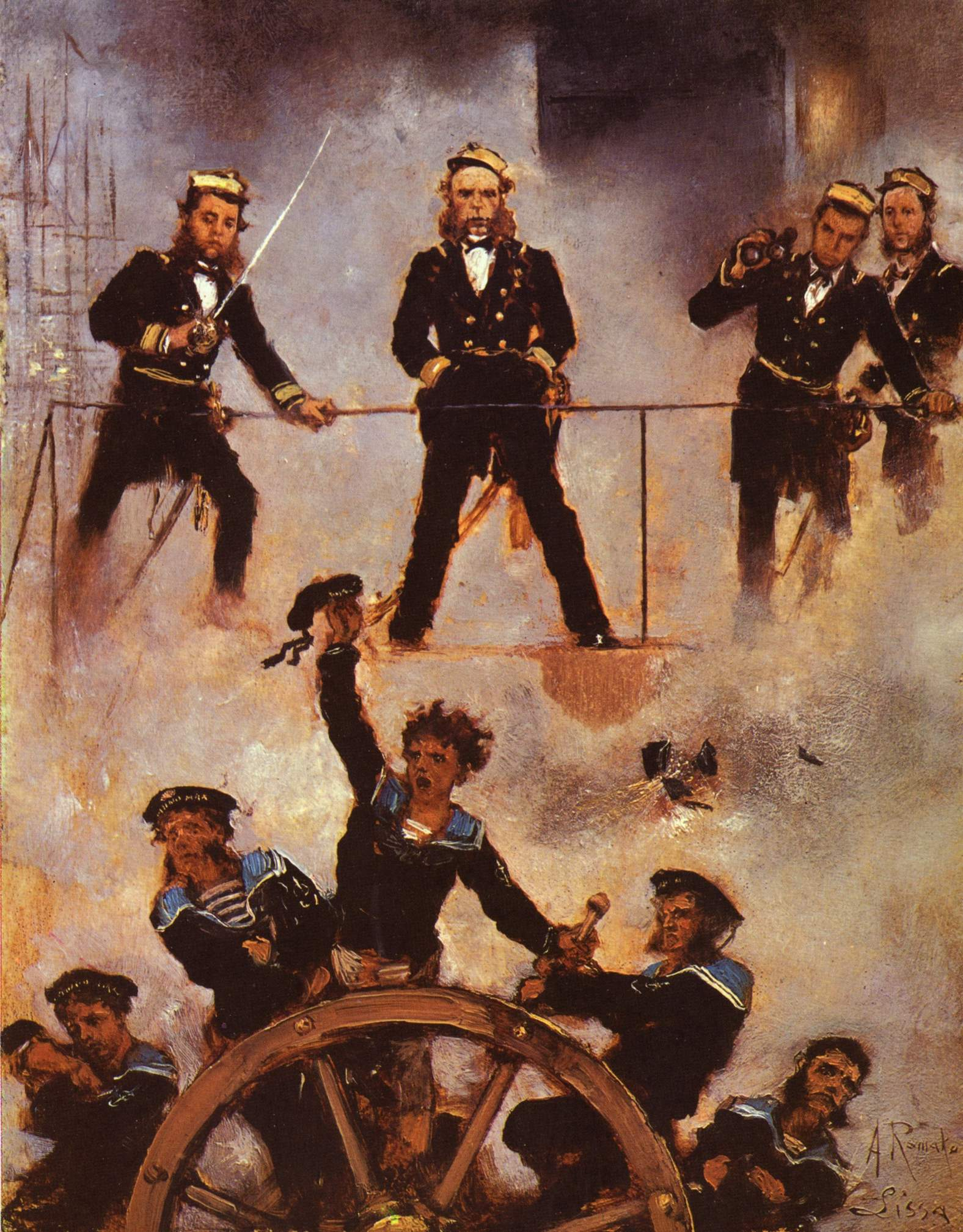
Kapitein Tegetthoff tijdens de slag bij Lissa, een schilderij van Anton Romako

Persano zag dat het er slecht voor stond en vond eindelijk de moed om zich in de strijd te werpen. Hij besloot het ongepantserde schroefslagschip Kaiser te rammen, in plaats van een van de gepantserde schepen die veel dichterbij met de Italiaanse tweede divisie in gevecht waren. Kaiser wist Affondatore echter te ontwijken. Geïnspireerd door zijn admiraal, besloot de kapitein van de Re di Portogallo echter zijn schip ook op de Kaiser af te sturen, terwijl haar getrokken geschut de Kaiser bleef beschieten. Op het laatste moment wist Von Petz de rollen echter om te draaien en tegen de rammanoeuvre in te draaien. Door de kracht van de botsing braken de voorsteven en de boegspriet van Kaiser af en bleef haar boegbeeld in de Re di Portogallo steken. De Italiaan maakte van de gelegenheid gebruik om de Kaiser in enfilade te beschieten en daarbij haar hoofdmast en schoorsteen in zee te blazen. Er was zoveel rook, dat toen de schepen achteruit voeren voor een tweede ram ze elkaar uit het oog verloren en het duel tot een einde kwam.
Op ongeveer hetzelfde moment wierp Tegetthoff zijn vlaggenschip, Erzherzog Ferdinand Max eerst op het voormalige Italiaanse vlaggenschip Re d'Italia en vervolgens op de Palestro. Beide schepen werden slechts oppervlakkig geraakt, maar leden wel zware schade. Palestro verloor zelfs haar masten en vloog in brand.
Capellini, de kapitein van Palestro, toonde zich opvallend moedig en gaf zijn bemanning toestemming om het schip te verlaten, terwijl hij zelf zou blijven. Hij wist zijn schip uit de linie te verplaatsen. Zijn bemanning weigerde de kapitein achter te laten. Ten slotte ontplofte en zonk Palestro om 14.30 uur. Slechts 19 van de 230 bemanningsleden konden worden gered.
Ondertussen draaide Erzherzog Ferdinand Max om Faà di Bruno's Re d'Italia heen en beschoot haar van alle kanten, om vervolgens een goede ram te maken. Door de ram ontstond er een gat van bijna 9 meter onder de waterlijn van de Italianen. Ze streken de vlag en zonken twee minuten later. Volgens de legende schoot de Italiaanse kapitein zichzelf dood nadat hij bevel had gegeven de vlag te strijken.
De Erzherzog Ferdinand Max had averij opgelopen door de drie rammanoeuvres en werd nu aangevallen door de Ancona, die op haar beurt probeerde een ram uit te voeren. In de opwinding gaven de Italiaanse kanonniers het Oostenrijkse schip op korte afstand de volle laag, maar na het buskruit waren ze vergeten ook projectielen te laden.
Na zijn eerdere ontmoeting met de Re di Portogallo had de Kaiser van commandeur Petz zich weten te bevrijden van de Maria Pia. Nu was de Affondatore haar op korte afstand genaderd. Ze vormde een ideaal doelwit voor een ram, maar de Kaiser overleefde de slag omdat Persano Affondatore de steven liet wenden.

## De nasleep
De ontmoeting tussen de Kaiser en de Affondatore was de laatste belangrijke gebeurtenis van de zeeslag. Nu er twee pantserschepen tot zinken waren gebracht, trokken de Italianen zich terug. Er vonden nog enkele uren schotenwisselingen op lange afstand plaats.
Persano kondigde bij terugkomst aan dat er een grote overwinning was behaald. Totdat de ware uitkomst van de slag werd gepubliceerd, heerste er een algemene feeststemming. Hij kwam wegens lafheid voor de krijgsraad en werd ontslagen uit de marine.
Tegetthoff keerde als een held terug naar huis, waar hij werd bevorderd tot viceadmiraal. Hij wordt gezien als een van de grootste zeehelden aller tijden.
Politiek gezien was het gevecht van weinig belang, omdat de Italiaanse nederlaag werd overschaduwd door de verpletterende Pruisische overwinning op het Oostenrijkse leger bij Königgrätz. Oostenrijk, vernederd door Pruisen en onder druk gezet door Napoleon III van Frankrijk, stond Venetië af aan Italië, ondanks de vruchteloze Italiaanse oorlogsinspanningen.

## Trivia
SMS Tegetthoff, een Oostenrijk-Hongaars slagschip uit de twintigste eeuw, was vernoemd naar de winnaar van de Slag bij Lissa. Ironisch genoeg werd dit schip aan het einde van de Eerste Wereldoorlog aan de Regia Marina overhandigd, die het schip dat was vernoemd naar de overwinnaar in haar eerste slag later liet vernietigen.
Het Duitse oorlogsschip de Prinz Eugen die in 1938 te water werd gelaten, heette oorspronkelijk "Admiraal Tegetthoff". Uit angst voor dat de naam de Italiaans-Duitse betrekkingen zou schaden besloot de Duitse overheid de naam te veranderen.